# Fairfield Glade
Fairfield Glade é uma Região censo-designada localizada no estado norte-americano de Tennessee, no Condado de Cumberland.

## Demografia
Segundo o censo norte-americano de 2000, a sua população era de 4885 habitantes.

## Geografia
De acordo com o United States Census Bureau tem uma área de
57,6 km², dos quais 56,4 km² cobertos por terra e 1,2 km² cobertos por água.

## Localidades na vizinhança
O diagrama seguinte representa as localidades num raio de 32 km ao redor de Fairfield Glade.